# Fundație HEC
Fundație HEC (în franceză Fondation de l’École des hautes études commerciales de Paris) a fost fondată în 1972. Scopul Fundației, așa cum este prezentat de HEC, este de a ajuta la dezvoltarea școlii.

## Istorie
Fundația a fost creată în 1972. Este recunoscută ca utilitate publică din 1973.

## Obiective
Obiectivele includ deschiderea internațională, socială și socială, precum și transformarea digitală a școlii.